# Лаптев, Михаил Яковлевич
Михаи́л Я́ковлевич Ла́птев (1918, Старая Коса, Вятская губерния — 6 октября 1943, Онуфриевский район, Кировоградская область) — участник Великой Отечественной войны, командир взвода автоматчиков 282-го гвардейского стрелкового полка (92-я гвардейская стрелковая дивизия, 37-я армия, Степной фронт), гвардии младший лейтенант.

## Биография
Родился в 1918 году в деревне Старая Коса (ныне — Малмыжского района Кировской области). Русский.
С 1930 года жил в совхозе № 5 Куйбышевского района города Омска (ныне село Дружино). Образование незаконченное среднее. До призыва в армию работал в совхозе.
В сентябре 1939 года райвоенкоматом Куйбышевского района был призван на действительную военную службу в Красную Армию. С началом Великой Отечественной войны — на фронте. Окончил курсы младших лейтенантов. В июне 1942 года получил первое боевое крещение на Сталинградском фронте, затем воевал на Воронежском и Степном фронтах. Член ВКП(б) с 1943 года.
Командир взвода автоматчиков гвардии младший лейтенант Михаил Лаптев отличился 5 октября 1943 года в боях за плацдарм на правом берегу Днепра в районе сёл Дериевка и Куцеволовка (Онуфриевский район Кировоградской области). Взвод овладел южными скатами господствующей высоты и закрепился на ней. При отражении контратаки противника 6 октября Лаптев погиб. Похоронен в селе Дериевка.

## Награды
- Указом Президиума Верховного Совета СССР от 20 декабря 1943 года присвоено звание Героя Советского Союза посмертно.
- Награждён орденами Ленина и Красной Звезды, а также медалью «За оборону Сталинграда».

## Память
- Имя Героя носила пионерская дружина в Омске.
- В Омске и селе Дружино Омской области именем Лаптева названы улицы[1].
- В селе Дружино[2] Омского района Омской области в 2010 году состоялось торжественное открытие мемориальной доски М. Я. Лаптеву на доме № 1 одноимённой улицы.
- Также в этом селе был создан школьный музей, где был открыт уголок памяти Михаила Лаптева.